# 富山高山連絡道路
富山高山連絡道路（とやまたかやまれんらくどうろ）は、岐阜県高山市から富山県富山市に至る地域高規格道路の路線名である。

## 概要
- 起点 : 岐阜県高山市
- 終点 : 富山県富山市
- 延長 : 約80 km
- 路線指定 : 1995年12月16日、地域高規格道路計画路線に指定

## 構成する道路
- 高山国府バイパス（国道41号）
  - 起点 : 岐阜県高山市冬頭町
  - 終点 : 高山市金桶
  - 延長 : 6.3 km

- 猪谷楡原道路（国道41号、国道360号）
  - 起点 : 富山県富山市小糸
  - 終点 : 富山県富山市楡原
  - 延長 : 6.6 km

- 大沢野富山南道路（国道41号、国道360号）
  - 起点 : 富山県富山市楡原
  - 終点 : 富山県富山市栗山
  - 延長 : 約12.0 km